# Осипенко (Барнаул)
Посёлок Осипенко — исторически сложившийся микрорайон в составе Железнодорожного района г. Барнаула. Ограничен улицами Антона Петрова, Телефонной, Червонной, Бехтерева, Микронной и Колесной, восточная граница посёлка проходит по железнодорожным путям.

## История
С конца XIX века вдоль р. Пивоварки началась добыча глины и производство кирпича для нужд Барнаула. В 1896 году здесь было 10 участков, арендованных под кирпичные заводы. К 1907 году здесь было полноценный пригородное поселение с развитой уличной сетью, получившее название посёлок Кирпичные Сараи, или просто Кирсараевский. Улица Кирсараевская сохранила своё название с того времени.
Активному росту посёлка способствовало строительство Алтайской железной дороги, а затем - крестьянская миграция в город в 1917-1937 годах, вызванная раскулачиванием и строительством Барнаульского Меланжевого комбината.
В 1930-е годы посёлок получил своё современное название в честь советской лётчицы-героини Полины Осипенко.
В конце 40-х — начале 50-х годов на улице 2-й Строительной построили двухэтажные дома для работников новой железнодорожной магистрали Барнаул-Кулунда.
Посёлок застроен преимущественно одно-двухэтажными частными домами. Многие улицы не заасфальтированы и не освещены.